# 갈산 에틸
갈산 에틸(영어: ethyl gallate)는 E 번호가 E313인 식품 첨가물이다. 에틸 갈레이트라고도 한다. 갈산 에틸은 갈산의 에틸 에스터이다. 갈산 에틸은 항산화제로 식품에 첨가된다.
갈산 에틸은 호두, 테르미날리아 미리오카르파(Terminalia myriocarpa), 또는 가자나무(Terminalia chebula)를 포함한 다양한 식물에서 자연적으로 발견되며, 갈산과 에탄올로부터 생성된다. 갈산 에틸은 포도주에서 발견할 수 있다.

## 같이 보기
- 포도주의 페놀 성분
- 트라이하이드록시벤조산